# Уошингтън Ървинг
Уошингтън Ървинг (на английски: Washington Irving) е сред ранните американски писатели, наричан е Баща на американския разказ (1783 – 1859).
Сред най-известните му произведения са „Легенда за Сънната долина“, в която героят се среща с мистериозен Конник без глава, и „Рип ван Уинкъл“, където героят заспива и се събужда след 20 години.

## Биография
Уошингтън Ървинг е роден в Ню Йорк на 3 април 1783, в годината на подписване на мирния договор между току-що извоювалите независимостта си американски колонии и Великобритания. Той е 11-о дете в семейство на търговец и внучка на свещеник. Според легендите, първият американски президент Джордж Уошингтън, се среща с малкия Ървинг, кръстен на него, и го благославя. В края на живота си Ървинг написва биографичната книга „Животът на Джордж Уошингтън“ (1855–59).
Като малък Ървинг с увлечение чете всякакви истории за пътешествия и приключения, измежду които „Робинзон Крузо“ и „Синбад мореплавателя“. Получава добро образование, завършва право, но практикува съвсем за кратко. Кариерата му на писател започва с публикации в списания и вестници. Твърдо решен да изкарва прехраната си с писане, Ървинг активно се включва в социалния живот и се радва на внимание като интелигентен и чаровен събеседник. Но успехите му в обществото и литературата са помрачени от лична трагедия. Годеницата му умира през 1809 г. едва седемнадесет-годишна. Ървинг цял живот тъжи за нея и остава неженен.
През същата 1809 година се появява хумористичната „История на Ню Йорк“, в която се разказва за времето, когато градът още е бил холандско владение. „Историята“ е написана под псевдоним, Дитрих Никърбокър, уж американски учен от холандски произход. Името Никърбокър по-късно става название на първата школа американски писатели, начело с нюйоркчанина Уошингтън Ървинг, а историите, разказани в книжката се превръщат в нещо като местен фолклор. В крайна сметка „никърбокър“ става нарицателно за жител на Ню Йорк от холандски произход. През 1820 г. излиза „Бележки на Джефри Крейън“ – сборник с весели и поучителни истории, донесли такава популярност на Ървинг, че той започва да се издържа само с писане и фактически става първият професионален американски писател. Разказите на Ървинг всъщност не са оригинални. Те са взети от старогерманския фолклор, но писателят майсторски пренася действието на американска земя и добавя детайли, интересни за жителите от Новия свят. Написаното от него толкова се харесва, че Ървинг се принуждава да напише и продължение на „Бележките“.
След смъртта на майка си, Ървинг заминава за Европа и остава там доста години (1815 – 1832). Живее в Дрезден, Лондон и Париж. Завързва романтично приятелство с Мери Шели, авторката на „Франкенщайн“. Накрая се установява в Испания, където работи като служител в Американското посолство в Мадрид (1826–29). По време на престоя си в Испания написва „Колумб“, „Завоюването на Гранада“ и др., като всичко написано е базирано на задълбочени исторически изследвания. Ървинг проявява голям интерес към историята на Испания между 8-и и 14 век. През 1832 г. излиза книгата му „Алхамбра“, която е увлекателна смес от исторически и легендарни събития в Испания под властта на маврите.
По това време Ървинг вече е добил международна слава като писател. Той се завръща в родината, обикаля Щатите и пише пътеписи както за градовете на Източното крайбрежие, така и за най-отдалечените и диви по онова време места на Западната граница.
Когато старият му приятел Чарлз Дикенс идва на посещение в Америка, двамата се срещат и Дикенс държи реч: „В този град има един джентълмен, който, при излизането на една от моите книги – добре си спомням, че това беше „Антикварен магазин“ – ми изпрати писмо до Англия – толкова великодушно, възторжено и мъжествено, че ако бях написал книгата в състояние на разочарование и обезсърченост, вместо обратното, пак щях да намеря при получаването на това писмо най-добра и щастлива утеха. Отговорих му и той ми отговори и по такъв начин ние си стиснахме ръцете чрез писма, сякаш нямаше цял океан помежду ни. Дойдох тук с нетърпение да го видя и ето, той е седнал тук!“
През 1842–45 Ървинг е посланик на Америка в Испания. Вече 62-годишен, все още в чужбина, той пише до свои приятели в родината: „Слухът ми жадува за дома; може би преживявам последните си години и ми се свиди всяка една, прекарана далеч от моя дом и моите близки...“ Ървинг прекарва последните си години в Америка. Сред късните му произведения са „Мохамед и неговите последователи“ (1850) – внимателно представяне на живота, вярата и характера на Мохамед, и „Животът на Джордж Уошингтън“. Умира на 28 ноември 1859 г. Вечерта преди да почине, като се оттегля за лягане, казва: „Ех, да вървя да си подреждам възглавниците за още една уморителна нощ. Няма ли да има край?“. Вероятно е имал сърдечна недостатъчност със задух и е спял на високо.
През 1860–61 г. са публикувани събраните му произведения в 21 тома.

## Произведения

### Сборници
- The Sketch Book (1820) – издадена и като „Geoffrey Crayon“
- Tales of a Traveller (1824)
- The Alhambra (1832)
- The Crayon Miscellany: A Tour On the Praries (1835)
- Astoria: Or Enterprise Beyond the Rocky Mountains (1836)
- Chronicles of Wolfert's Roost: And Other Papers (1855)
- Legend of Sleepy Hollow, and the Spectre Bridegroom (1875)
- Washington Irving: History, Tales, and Sketches (1962)
- Легенда за Сънната долина, The Legend of Sleepy Hollow: And Other Stories (1964)
- The Complete Tales of Washington Irving (1975)

### Разкази
- The Adventure of the Mason
- The Angler
- The Broken Heart
- The Chronicles of the Reign of William the Testy
- The Conquest By the Moon
- The Crole Village
- The Devil and Tom Walker
- The Field of Waterloo
- The Governor and the Notary
- The Grand Prairie-A Buffalo Hunt
- The Pride of the Village
- The Stout Gentleman: a Stage Coach Romance
- Traits of Indian Character
- The Voyage
- The Wife
- The Legend of Sleepy Hollow [short story] (1819)
- Rip Van Winkle (1820)
- The Spectre Bridegroom (1820)
- The Bold Dragoon (1824)
- The Adventure of the German Student (1825)
- Governor Manco and the Soldier (1832)
- The Legend of Don Munio Sancho De Hinojosa (1832)
- Legend of the Two Discreet Statues (1832)
- Guests from Gibbet Island (1855)

### Документалистика
- The Adventures of Captain Bonneville (1837)
- Life and Voyages of Christopher Columbus (1839)
- The Life of George Washington (1856)
- Bracebridge Hall (1865) – издадена и като „The Humorists“